# Hyundai i20 N Rally1

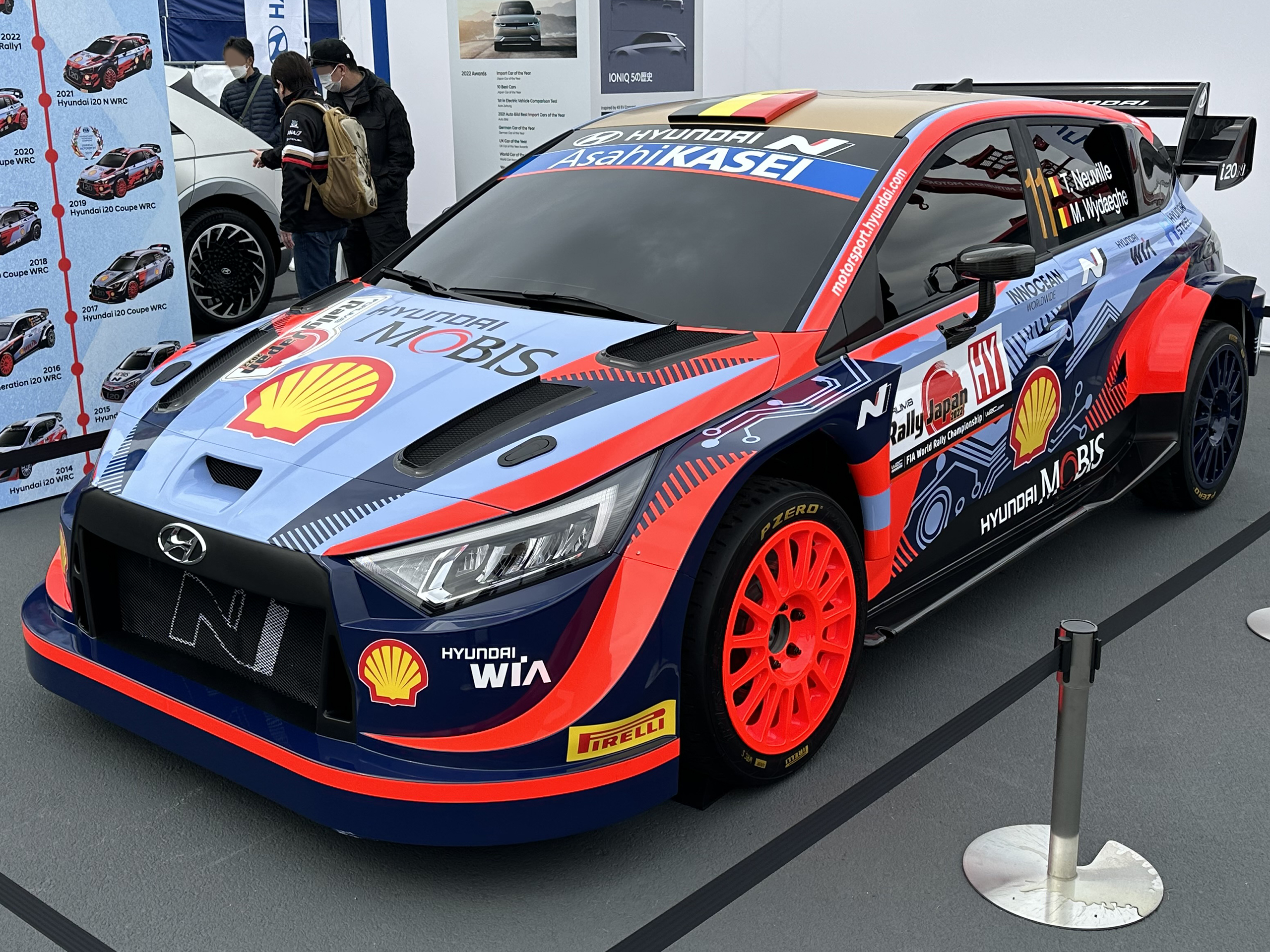
Hyundai i20 N Rally1

Der Hyundai i20 N Rally1 ist das erste Fahrzeug von Hyundai Motorsport mit einem Hybrid-Antrieb, das in der Rallye-Weltmeisterschaft (WRC) eingesetzt wird. Das neue Rally1-Reglement wurde ab der Saison 2022 eingeführt.

## Technik

### Modell
Das i20-N-Modell 2022 lehnt sich optisch an seinen Vorgänger Hyundai i20 Coupe WRC an, Front und Heck wurden modifiziert. Das Modell basiert auf dem Hyundai-i20-Straßenmodell.

### Antrieb
Der 1,6-Liter-Turbo-Motor hat vier Zylinder und eine Leistung von 386 PS. Dazu kommt ein Elektromotor der maximal 12.000/min drehen kann. Zusammen erreichen die beiden Antriebe über 530 PS Systemleistung. Der Akku des Plug-in-Hybridsystems wird beim Bremsen und beim Ausrollen des Fahrzeuges aufgeladen und ermöglicht eine rein elektrische Reichweite von 20 km. Der Ottomotor wird mit 100 % fossilfreiem Treibstoff (P1 Racing Fuels) angetrieben. Das Energierückgewinnungssystem ist ein Produkt der Firma Compact Dynamics. Der Hyundai i20 N Rally1 hat ein Automatisches Kupplungssystem (AKS) und eine Wippenschaltung hinter dem Lenkrad.

### Änderungen zur Saison 2025
Der Hybrid-Antrieb wurde zur Saison 2025 hin aus den Autos entfernt, der Verbrennungsmotor bleibt gleich. Das Mindestgewicht der Fahrzeuge fiel von 1260 auf 1180 Kilogramm, der Hybridantrieb wog 87 Kilogramm. Der Luftmengenbegrenzer ist auf 35 statt 36 Millimeter verkleinert worden. Es dürfen nur noch Getriebe mit maximal fünf Gängen verwendet werden.           Durch die Einsparung des Gewichts des Hybrid-Antriebs ist der Leistungsverlust der Autos marginal.

## Fahrer
Am 15. Januar 2022 wurde der Hyundai i20 N Rally1 in Salzburg zum ersten Mal in der Originallackierung präsentiert, nachdem bei den ausgiebigen Testfahrten das Auto nur mit einer Tarnlackierung zu sehen war. Das Fahrzeug feierte am 20. Januar 2022 seine Premiere bei der Rallye Monte Carlo 2022. Am Steuer war der Weltmeister aus dem Jahr 2019 Ott Tänak, Thierry Neuville, Dani Sordo und Oliver Solberg.